# SN 2002jm
SN 2002jm – supernowa typu Ia odkryta 7 grudnia 2002 roku w galaktyce IC 603. W momencie odkrycia miała maksymalną jasność 17,50m.